# Mark Boyle
Mark Boyle (* 19. Februar 1981) ist ein schottischer Billardspieler aus Bannockburn. In der zweiten Hälfte der 2000er spielte er zwei Spielzeiten als Profi auf der Snooker Main Tour.

## Karriere
Über Schottland hinaus auf sich aufmerksam machte Mark Boyle ab 2001, als er zuerst bei der U-21-Weltmeisterschaft und dann bei der Amateurweltmeisterschaft das Achtelfinale erreichte. Daneben nahm er auch an UK- bzw. Challenge-Tour-Turnieren teil, um sich für die Profitour zu qualifizieren, blieb aber erfolglos.
2006 erreichte er beim IBSF World Grand Prix, der als Ersatz für die ausgefallene Amateurweltmeisterschaft ausgetragen wurde, das Finale. Zwar verlor er gegen Michael White mit 5:10, der Waliser war aber zu jung, um an der Main Tour teilzunehmen, und so fiel das Profiticket an Boyle. In der Saison 2006/07 nahm er an allen Profiturnieren teil, bis auf einen Sieg gegen Ben Woollaston mit 5:4 bei den China Open und zwei Gruppenspielsiegen beim Grand Prix verlor er alle Partien und büßte nach einem Jahr seinen Profistatus wieder ein.
Erfolgreich war Boyle vor allem auf Landesebene. Bereits 2005 hatte er das Finale der schottischen Meisterschaft erreicht und knapp mit 6:7 gegen Ricky McDonald verloren. 2009 kam es bei der Meisterschaft zusätzlich zu einer Entscheidung um Platz 1 in der nationalen Rangliste, der ebenfalls die Qualifikation für die Main Tour bedeutete. Der in Führung liegende Anthony McGill verlor sein Halbfinale und Boyle hatte die Chance aufzuschließen, wenn er die Meisterschaft gewann. Er besiegte im Finale Ross Vallance mit 7:0. McGill und Boyle teilten sich Platz 1 der Jahreswertung, aber weil er das letzte Turnier gewonnen hatte, ging das Tourticket an Boyle.
Doch die zweite Saison 2009/10 verlief kaum besser als die erste, nur beim Grand Prix gewann er sein Auftaktmatch gegen Craig Steadman und der Sieg gegen Patrick Wallace bei der Weltmeisterschaft änderte auch nicht mehr viel daran, dass er als 88. von 96 Spielern die Tour wieder verlassen musste.
Zwar nahm der Schotte danach noch an Snookerturnieren teil, er wandte sich aber immer mehr dem Poolbillard zu und war als Amateur in der Variante Blackball erfolgreich.

## Erfolge
Amateurturniere:
- Schottischer Meister (2009)